# Cedry Wielkie
Cedry Wielkie (niem. Groß Zünder, kaszub. Wiôldżé Cedrë) – wieś w Polsce położona w województwie pomorskim, w powiecie gdańskim, w gminie Cedry Wielkie na obszarze Żuław Wiślanych.
Wieś należąca do Żuław Steblewskich terytorium miasta Gdańska położona była w drugiej połowie XVI wieku w województwie pomorskim.
W latach 1954–1972 wieś należała i była siedzibą władz gromady Cedry Wielkie. W latach 1945–1998 miejscowość należała do województwa gdańskiego.
Miejscowość jest siedzibą gminy Cedry Wielkie oraz parafii św. Aniołów Stróżów.
W styczniu 2013 odsłonięto we wsi obelisk upamiętniający ofiary „Marszu śmierci” ewakuowanych więźniów KL Stutthof.
Na terenie Cedrów Wielkich działają m.in.:
- Żuławski Ośrodek Kultury i Sportu, organizujący różnego rodzaju imprezy na terenie gminy,
- Gminna Biblioteka Publiczna,
- Straż Pożarna.

Budowę hali z pełnowymiarowym (20 × 40 m) boiskiem do piłki ręcznej, siatkówki i koszykówki, szatniami, trybunami stałymi na 200 miejsc i tymczasowymi na kolejnych 200 osób rozpoczęto w 2017 r, z przewidywanym terminem zakończenia 31 października 2018.
W miejscowości był przystanek kolejowy Cedry Wielkie.

## Zabytki

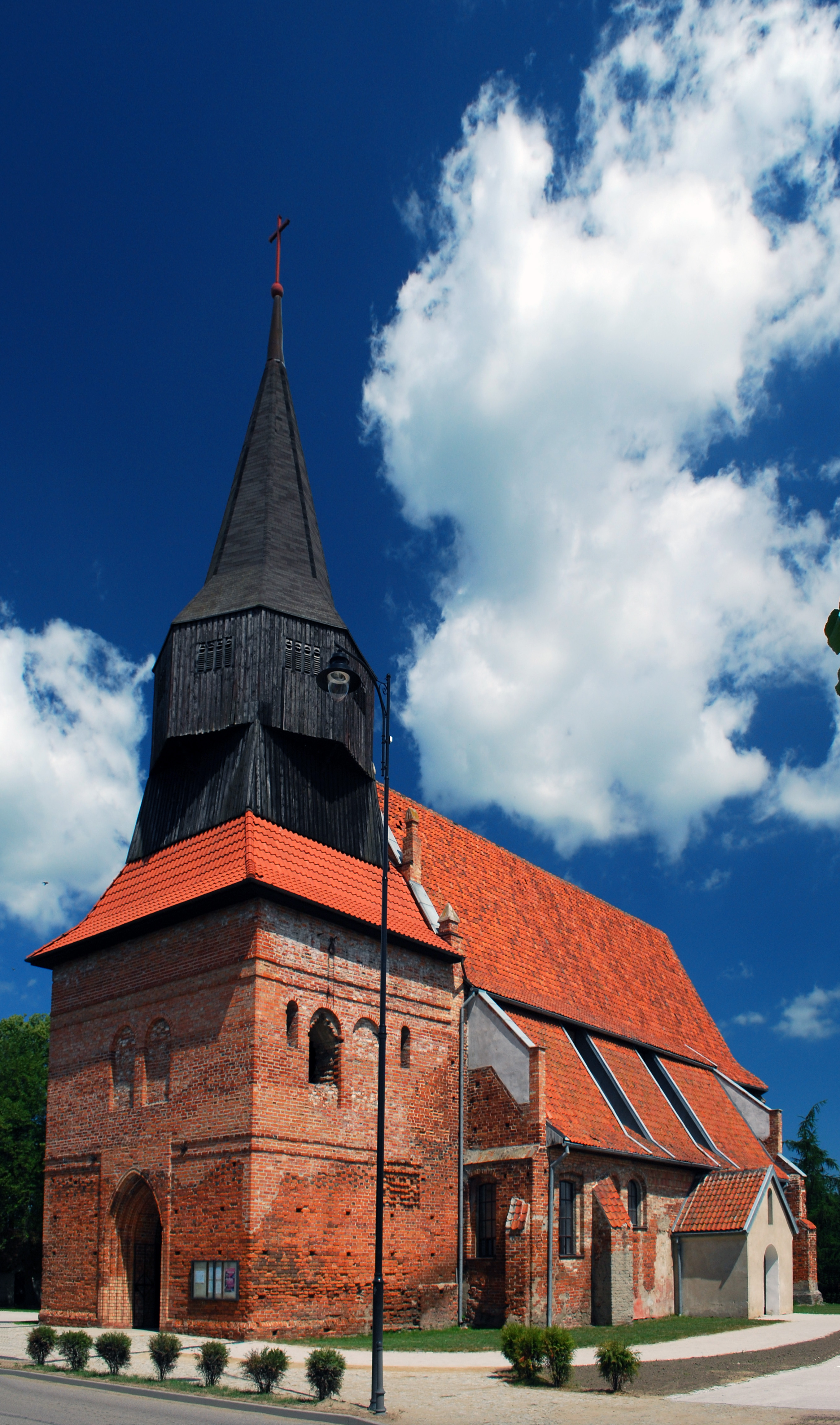
Kościół pw. św. Aniołów Stróżów

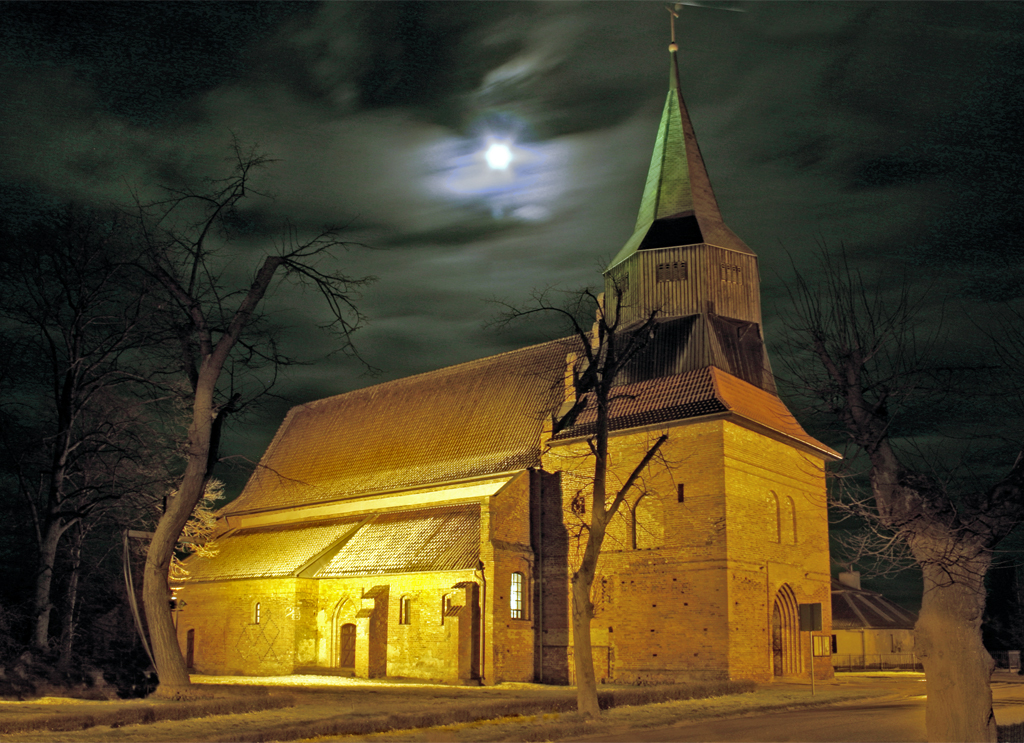
Kościół nocą

Według rejestru zabytków NID na listę zabytków wpisany jest kościół parafialny pw. św. Aniołów Stróżów z 2 poł. XIV w., nr rej.: 486 z 30.05.1972.
Gotycki kościół posiada ceglany, trójnawowy korpus z połowy XIV wieku z wieżą frontową. w XV wieku został powiększony o krótkie, niskie nawy, osłonięte murami kurtynowymi. Został przebudowany w XVII wieku na pseudobazylikę, a po 1945 odbudowany ze zniszczeń wojennych. Drewniana dzwonnica pochodzi z XVIII w. Przed fasadą wieża Z XV wieku, w dolnej części murowana, z blendami, w górnej drewniana, kryta wysokim hełmem ostrosłupowym. W 2010 wrócił do wsi dzwon z 1647 roku, wywieziony w 1942 do Hamburga w celu przetopienia na mosiądz, co jednak nie nastąpiło. Pozbawiony korony, został umieszczony jako ozdoba na schodach do kościoła pod wezwaniem św. Piotra w Lubece.
W l. 2017–2018 kosztem 2,15 mln zł przeprowadzono kompleksowy remont kościoła (wzmocnienie fundamentów, odnowienie elewacji, remont wieży, nowy dach), połączony z odtworzeniem chóru i empory nad nawą główną.